# Deutsche Goalballmeisterschaft 2012
Die deutsche Goalballmeisterschaft 2012 war die 22. Austragung zur Ermittlung des deutschen Meisters im Goalball. Sie wurde letztmals vor Gründung der Goalball-Bundesliga in einer Kombination aus einer Vorrunde im Round-Robin-System und einer Endrunde im K.-o.-System am 23. Juni 2012 in Marburg ausgetragen. Im Endspiel besiegte die SSG Blindenstudienanstalt Marburg den BSV München mit 13:3 Toren und wurde somit zum achten Mal deutscher Goalballmeister.

## Teilnehmende Mannschaften
| Stadt               | Mannschaft                                 |
| Chemnitz            | BFV Ascota Chemnitz                        |
| Hamburg / Dortmund  | SpG FC St. Pauli / ISC Viktoria Kirchderne |
| Königs Wusterhausen | SSV Blindenschule Königs Wusterhausen      |
| Marburg             | SSG Blindenstudienanstalt Marburg          |
| Marburg             | SSG Blindenstudienanstalt Marburg II       |
| München             | BSV München                                |

## Vorrunde
| Datum                 |                                            | Ergebnis | !Austragungsort                                        |
| --------------------- | ------------------------------------------ | -------- | ------------------------------------------------------ |
| 23.06.2012, 8:00 Uhr  | SSG Blindenstudienanstalt Marburg          | 11:10    | SSG Blindenstudienanstalt Marburg II \|\|Marburg       |
| 23.06.2012, 8:00 Uhr  | BSV München                                | 10:40    | SSV Blindenschule Königs Wusterhausen \|\|Marburg      |
| 23.06.2012, 8:50 Uhr  | BFV Ascota Chemnitz                        | 04:12    | SSG Blindenstudienanstalt Marburg \|\|Marburg          |
| 23.06.2012, 8:50 Uhr  | SpG FC St. Pauli / ISC Viktoria Kirchderne | 2:9      | BSV München \|\|Marburg                                |
| 23.06.2012, 9:40 Uhr  | SSG Blindenstudienanstalt Marburg II       | 10:90    | BFV Ascota Chemnitz \|\|Marburg                        |
| 23.06.2012, 9:40 Uhr  | SSV Blindenschule Königs Wusterhausen      | 10:50    | SpG FC St. Pauli / ISC Viktoria Kirchderne \|\|Marburg |
| 23.06.2012, 10:30 Uhr | BSV München                                | 10:60    | SSG Blindenstudienanstalt Marburg II \|\|Marburg       |
| 23.06.2012, 10:30 Uhr | SSG Blindenstudienanstalt Marburg          | 9:3      | SSV Blindenschule Königs Wusterhausen \|\|Marburg      |
| 23.06.2012, 11:20 Uhr | BFV Ascota Chemnitz                        | 4:8      | BSV München \|\|Marburg                                |
| 23.06.2012, 11:20 Uhr | SpG FC St. Pauli / ISC Viktoria Kirchderne | 07:10    | SSG Blindenstudienanstalt Marburg \|\|Marburg          |
| 23.06.2012, 12:10 Uhr | SSV Blindenschule Königs Wusterhausen      | 11:60    | BFV Ascota Chemnitz \|\|Marburg                        |
| 23.06.2012, 12:10 Uhr | SSG Blindenstudienanstalt Marburg II       | 11:10    | SpG FC St. Pauli / ISC Viktoria Kirchderne \|\|Marburg |
| 23.06.2012, 13:30 Uhr | SSV Blindenschule Königs Wusterhausen      | 10:40    | SSG Blindenstudienanstalt Marburg II \|\|Marburg       |
| 23.06.2012, 13:30 Uhr | SSG Blindenstudienanstalt Marburg          | 12:20    | BSV München \|\|Marburg                                |
| 23.06.2012, 14:20 Uhr | BFV Ascota Chemnitz                        | 12:60    | SpG FC St. Pauli / ISC Viktoria Kirchderne \|\|Marburg |

| Pl. | Mannschaft                                 | Sp. | S | U | N | Tore    | Diff. | Punkte |
| --- | ------------------------------------------ | --- | - | - | - | ------- | ----- | ------ |
| 1.  | SSG Blindenstudienanstalt Marburg          | 5   | 5 | 0 | 0 | 054:170 | +37   | 15     |
| 2.  | BSV München                                | 5   | 4 | 0 | 1 | 039:280 | +11   | 12     |
| 3.  | SSV Blindenschule Königs Wusterhausen      | 5   | 3 | 0 | 2 | 038:340 | +4    | 09     |
| 4.  | SSG Blindenstudienanstalt Marburg II       | 5   | 2 | 0 | 3 | 032:410 | −9    | 06     |
| 5.  | BFV Ascota Chemnitz                        | 5   | 1 | 0 | 4 | 035:470 | −12   | 03     |
| 6.  | SpG FC St. Pauli / ISC Viktoria Kirchderne | 5   | 0 | 0 | 5 | 021:520 | −31   | 0      |

## Endrunde

### Halbfinale
| Datum                 |                                   | Ergebnis  | !Austragungsort                                   |
| --------------------- | --------------------------------- | --------- | ------------------------------------------------- |
| 23.06.2012, 15:30 Uhr | SSG Blindenstudienanstalt Marburg | 12:20     | SSG Blindenstudienanstalt Marburg II \|\|Marburg  |
| 23.06.2012, 15:30 Uhr | BSV München                       | 8:7 n. GG | SSV Blindenschule Königs Wusterhausen \|\|Marburg |

### Spiel um den fünften Platz
| Datum                 |                     | Ergebnis | !Austragungsort                                        |
| --------------------- | ------------------- | -------- | ------------------------------------------------------ |
| 23.06.2012, 16:20 Uhr | BFV Ascota Chemnitz | 10:12    | SpG FC St. Pauli / ISC Viktoria Kirchderne \|\|Marburg |

### Spiel um den dritten Platz
| Datum                 |                                      | Ergebnis | !Austragungsort                                   |
| --------------------- | ------------------------------------ | -------- | ------------------------------------------------- |
| 23.06.2012, 17:10 Uhr | SSG Blindenstudienanstalt Marburg II | 03:10    | SSV Blindenschule Königs Wusterhausen \|\|Marburg |

### Finale
| Datum                 |                                   | Ergebnis | !Austragungsort         |
| --------------------- | --------------------------------- | -------- | ----------------------- |
| 23.06.2012, 18:00 Uhr | SSG Blindenstudienanstalt Marburg | 13:30    | BSV München \|\|Marburg |

## Abschlussplatzierung
| Platz | Mannschaft                                 |
| 1.    | SSG Blindenstudienanstalt Marburg          |
| 2.    | BSV München                                |
| 3.    | SSV Blindenschule Königs Wusterhausen      |
| 4.    | SSG Blindenstudienanstalt Marburg II       |
| 5.    | SpG FC St. Pauli / ISC Viktoria Kirchderne |
| 6.    | BFV Ascota Chemnitz                        |